# شهری درازصورت
شهری درازصورت، نام یکی از انواع ماهی است.
اندازه:تا ۷۰ سانتیمترهم می‌رسدولی معمولاً ۳۰-۵۰سانتیمترطول دارد.
مشخصات : ارتفاع بدن کمتر از طول سر، و چشم‌ها در زیر نیمرخ پشتی قرار دارند.سوراخ عقبی بینی به پوزه نزدیکتراست تا به خاشیه سر پوش آبششی، سطح داخلی قاعده باله سینه‌ای بدون فلس می‌باشد.، باله پشتی دارای ۱۰ شعاع سخت و ۹ شعاع نرم وباله مخرجی دارای ۳ شعاع سخت و ۸-۷ شعاع نرم، رنگ بدن قهوه‌ای متمایل به زیتونی است که در قسمت شکم کمرنگ تر است.دارای ۲تا۳ خط متمایل به ابی بوده که از چشم‌ها تا نوک پوزه کشیده شده‌است.
زیست شناسی :درابهای ساحلی و مناطق صخره‌ای و سنگی به صورت گله‌های کوچک زیست می‌کند و از سخت پوستان و صدف‌ها تغذیه می‌نماید.